# Ipekakuana prawdziwa
Ipekakuana prawdziwa, wymiotnica prawdziwa (Carapichea ipecacuanha) – gatunek wiecznie zielonego półkrzewu należący do rodziny marzanowatych (Rubiaceae). Występuje w stanie dzikim w Ameryce Środkowej (Kostaryka, Nikaragua, Panama) i Ameryce Południowej (wilgotne lasy tropikalne Panamy, Kolumbii i Brazylii).

## Morfologia
PokrójWiecznie zielony półkrzew wysokości 15–40 (60) cm. Pod ziemią roślina posiada cienkie, poziome, rozgałęzione kłącze z licznymi korzeniami o charakterystycznym kształcie.
ŁodygaŁodygi u nasady drewniejące, nagie lub krótko owłosione, z 3–6 (10) parami liści.
LiścieLiście są naprzeciwległe, z przylistkami, podługowate, zaostrzone, o brzegach falistych, w młodości silnie owłosione.
KwiatyKwiatostany głowiaste, wierzchołkowe otoczone są okrywą z miękko owłosionych listeczków. Kwiaty drobne, o kielichu 5-ząbkowym, koronie lejkowatej, białej, z omszonym, w górę wydętym lejku. Pręcików 5, słupek 1 z dwoma znamionami. Kwitnienie w styczniu – marcu.
OwoceOwocem jest mięsista, czarnofioletowa jagoda z dwoma żółtobiałymi nasionami.
KorzeńCiemnoczerwonawobrunatny lub bardzo ciemnobrunatny, rzadko dłuższy od 15 cm lub grubszy niż 9 mm. Posiada pierścieniowate zgrubienia po stronie zewnętrznej i prążki obejmujące całość obwodu. Przełam jest krótki w korze, a w drewnie łupliwy. Powierzchnia przekroju poprzecznego wykazuje szeroką szarawą korę i małe jednolicie gęste drewno. Kłącze krótkie, zwykle z towarzyszącymi mu korzeniami, walcowate, do 2 mm średnicy. Jest podłużne, lekko pomarszczone z rdzeniem zajmującym w przybliżeniu jedną szóstą całej średnicy.

## Zastosowanie

### Roślina uprawna
Uprawiana jest w Ameryce Południowej, Kolumbii, na Cejlonie, Jawie, w Indiach, Indonezji, na Półwyspie Malajskim i w południowych Chinach.

### Roślina lecznicza

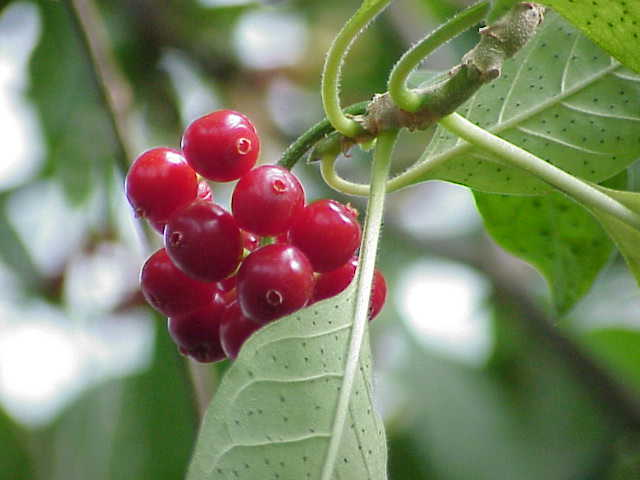
Owoce

Surowiec zielarskiKorzeń ipekakuany (Ipecacuanhae radix) – połamane i wysuszone podziemne narządy o zawartości minimum 2,0% sumy alkaloidów w przeliczeniu na emetynę.
DziałaniePreparaty z korzenia ipekakuany (wyciąg, napar, nalewka, syrop, rzadziej proszek) w większych dawkach działają wymiotnie, natomiast w małych wzmagają czynność wydzielniczą w oskrzelach i działają wykrztuśnie. Należą do skutecznych leków w przypadkach zakażenia czerwonką amebową i motylicą watrobową; mają także właściwości antyseptyczne i tamujące krwawienie.